# Девесилиця
Девеси́лиця (болг. Девесилица) — село в Кирджалійській області Болгарії. Входить до складу общини Крумовград.

## Населення
За даними перепису населення 2011 року у селі проживала 81 особа, усі — болгари.
Розподіл населення за віком у 2011 році:
Динаміка населення: